# Mathieu Geelen
Matheus Henricus Maria (Mathieu) Geelen (Sittard, 6 juni 1933 – Hengelo, 6 december 1990) was een Nederlands organist, pianist, dirigent, muziekpedagoog, componist en bestuurder. Hij was een zoon van mijnwerker Nicolaas Geelen en Maria Theresia Jacobi.

## Levensloop
Mathieu Geelen werd op 6 juni 1933 in Sittard geboren, verhuisde als kleuter naar het aangrenzende Neerbeek en als lid van het jongenskerkkoor aldaar werd zijn grote muzikale aanleg ontdekt door de koster-organist-dirigent Eugène Solberg. Zijn tekenleraar aan het Bisschoppelijk College in Sittard zag in hem echter een toekomstig kunstschilder en vond dat hij zich moest laten inschrijven aan een academie voor beeldende kunst. Geelen koos uiteindelijk voor de muziek en werd student aan het Maastrichts Conservatorium, waar hij les kreeg van Jean Soons, Louis Toebosch, Jean Franssen en Willem Hijstek in de vakken piano, orgel, muziektheorie en compositieleer. Na zijn afstuderen in 1960 werd Mathieu Geelen benoemd als docent theoretische vakken aan het Maastrichts Conservatorium.
Verder leidde Mathieu Geelen in Neerbeek de fanfare St. Calistus, in Hoensbroek het koor Paluda, in Geleen-Kluis het koor van de Christus Koningkerk, in Sittard het koor van de dekenale St. Petruskerk en het jongerenkoor van het Serviamlyceum en een van de koren van het Bisschoppelijk College in Sittard. Tevens was hij in die periode als leraar verbonden aan de muziekscholen in Sittard en Geleen.
In 1962 leidde hij "zijn" Sittards Mannenkoor en het Limburgs Symfonie Orkest in een uitvoering naar aanleiding van het 65-jarig bestaan van het koor. Van 1965 tot 1972 was Geelen directeur van de Weerter Muziekschool, waar onder zijn leiding de Weerter Oratoriumvereniging en het plaatselijke symfonieorkest glorietijden meemaakten. Tevens was hij dirigent-organist van de dekenale St. Martinuskerk.
Van 1972 tot en met 1974 was hij directeur van de Eindhovense Muziekschool.

## Directeur Twents Conservatorium
In 1974 volgde Geelen Carel Jacobs op als directeur van het Twents Conservatorium, thans ArtEZ Conservatorium. Hij bleef dit doen tot 1989. Onder zijn leiding profileerde het Twents Conservatorium zich naar buiten, zowel in binnen- als in het buitenland. Het TC werd landelijk een begrip. Er kwam een samenwerkingsverband met het conservatorium in Münster, Duitsland, in 1976. Nieuwe vakken en studierichtingen werden door Geelen gecreëerd zoals elektronische muziek, ritmiek, dramatische expressie en dans en theatertechnieken.
Het absolute hoogtepunt van zijn directeurschap was de realisatie van de bouw van een modern conservatorium onder één dak met het fraaie Muziekcentrum Enschede naar het voorbeeld van Rotterdam, waar men plannen had voor een combinatie van concertzaal en conservatorium. Geelen besteedde al zijn energie en tijd om dit ambitieuze plan te realiseren. In 1988 werd het complex officieel geopend en leidde Geelen koningin Beatrix en prins Claus rond.
Het conservatorium, op een paar minuten lopen van het station, had zijn eigen audiozaal (de zogenaamde Arkezaal), een theaterstudio en een orgelstudio met een twee-klaviers pijporgel gebouwd door Reil.
De enorme hoeveelheid energie die de nieuwbouw van hem eiste de afgelopen jaren, en de grote bestuurlijke veranderingen binnen het HBO, zorgden ervoor dat Geelen in 1989 terugtrad als directeur van het TC. Geelen werd opgevolgd door Chris Fictoor. Geelen wilde gebruikmaken van een regeling voor directeuren van toen fuserende HBO-instellingen, om zich geheel te kunnen wijden aan het componeren. Hij heeft er maar kort gebruik van kunnen maken; op 6 december 1990 stierf hij op 57-jarige leeftijd aan de gevolgen van longkanker.

## Componist
Geelen heeft meer dan honderd composities geschreven, naast al zijn activiteiten als bestuurder.
In zijn muziek speelt de ritmiek een zeer belangrijke rol. Door zijn religieuze achtergrond als organist en kerkmusicus speelt ook het meditatieve aspect in zijn muziek een grote rol. Omdat hij gedurende zijn hele leven veelal gewerkt heeft met amateurs, zowel in koor- als in orkestverband, wist hij precies hoe hij voor verschillende ensembles en niveaus moest schrijven. Hij heeft dan ook veel functionele muziek geschreven. Geelen had een bijzondere ‘feeling’ met het geschreven woord; veel teksten van verschillende dichters uit heden en verleden heeft hij getoonzet. In zijn muziek zijn invloeden te vinden van Stravinsky, Milhaud en Langlais.

## Werken (selectie)
- 1957 – Ave Maria voor gemengd koorMathieu Geelen (links) en Ber Joosen voor de ingang van de nieuwbouw van het Twents Conservatorium, mei 1988

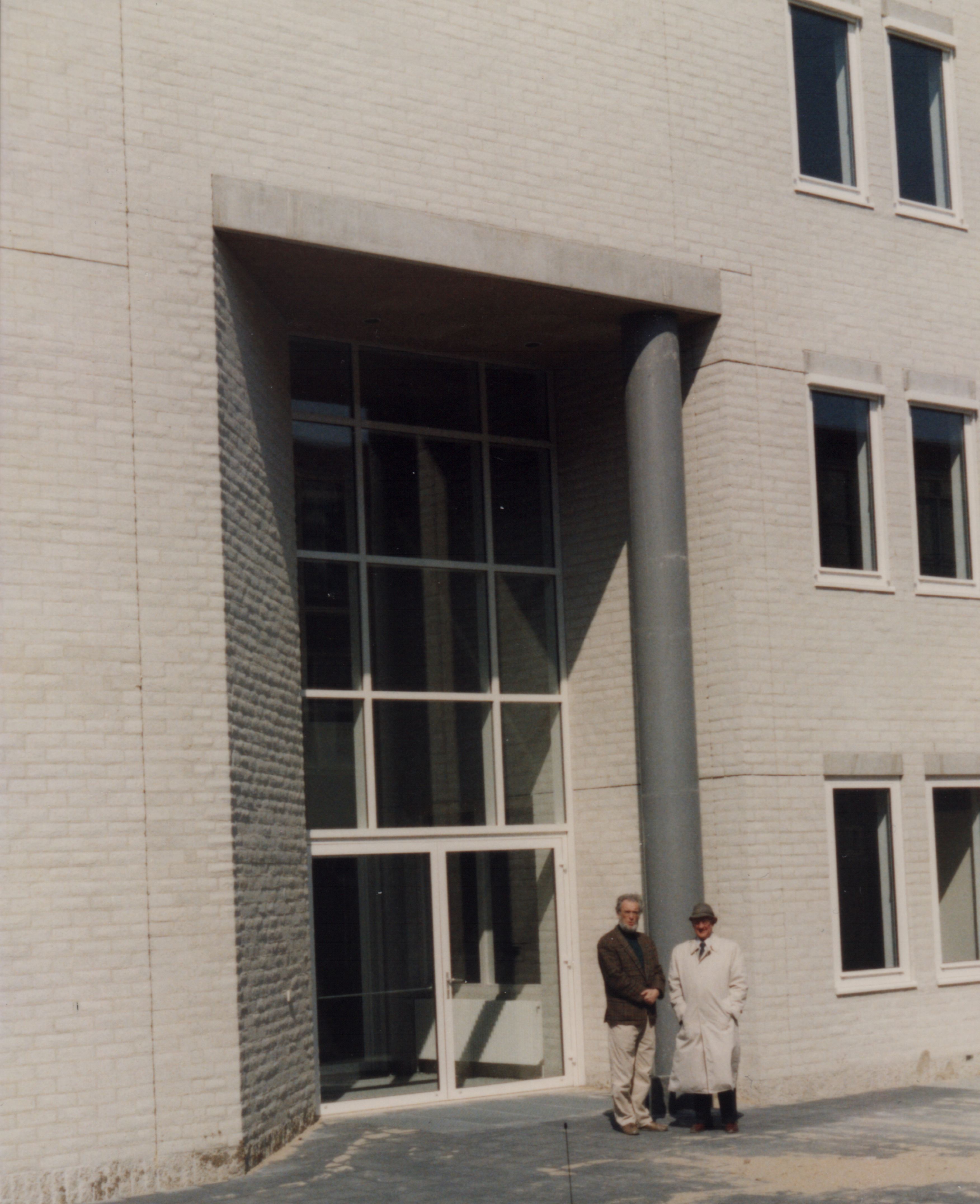
Mathieu Geelen (links) en Ber Joosen voor de ingang van de nieuwbouw van het Twents Conservatorium, mei 1988

- 1959 – Twee Drinkliederen voor mannenkoor
- 1960 – Tantum Ergo voor gemengd koor
- 1960 – Missa Sine Nomine voor mannenkoor
- 1962 – Diablerie op tekst van Pierre Kemp voor gemengd koor
- 1963 – Sonatina per chitarra voor gitaarsolo
- 1963 – Minne-Vierluik voor mannenkoor, 4 balzers en trom
- 1964 – Psalm 46 voor baritonsolo, mannenkoor en orkest
- 1965 – Diverse orgelbegeleidingen in De Parochiebundel voor de kerkprovincie van Nederland
- 1966 – Gregoriusmis op teksten van zuster Martha O.S.A. voor 2-stemmig koor, volkszang en orgel
- 1966 – Duo Epigrammata op teksten van Martialis voor gemengd koor
- 1966 – Psalm 116 voor gemengd koor
- 1968 – Pacem in Terris op tekst van paus Johannes XXIII voor sopraan, mannenkoor en harmonieorkest
- 1971 – Als Een Kind op tekst van G. Grond voor 2-stemmig vrouwenkoor en hobo
- 1972 – BEATI voor gemengd koor
- 1974 – A Kind of Exitence op teksten van Ben Sies voor gemengd koor en orkest
- 1974 – Dood Zonde op teksten van Ben Sies voor mannenkoor, 3 trompetten, 3 trombones en slagwerk
- 1975 – Triade voor koperblazers en pauken
- 1978 – 2-PK op teksten van Pierre Kemp voor mannenkoor, vibrafoon, bekken en woodblock
- 1978 – Livre d'Orgue voor orgel (geschreven voor het Severin-orgel van de OLV basiliek te Maastricht uit 1652)
- 1980 – Five Movements for Orchestra voor (school)orkest
- 1981 – Sun Songs op eigen teksten voor zang en piano
- 1982 – Short Pieces for Electronic Organ
- 1982 – Invention 1982 voor altsax, elektronisch orgel, marimba en slagwerk
- 1982 – Twee korte stukken voor blokfluitensemble (of elk ander ensemble met houten blaasinstrumenten)
- 1983 – Senecakwartet voor gemengd koor, fluit, hobo, klarinet, fagot en hoorn
- 1984 – Redeloze Suite op teksten van Daan Zonderland voor 2-stemmig koor
- 1985 – Berichten...... op teksten uit de media 1ste helft januari 1985 voor baritonsolo, gemengd koor en piano quatre-mains.
- 1986 – Sextet-1986 voor fluit, hobo, klarinet, fagot, hoorn en piano
- 1987 – Elisex voor fluit, hobo, klarinet, fagot, hoorn en piano
- 1987 – A-dem-be-ne-mend op teksten van Lei Coopmans voor mannenkoor, koperblazers, pauken en slagwerk
- 1988 – In Illo Temporo voor alt, bas-bartitonsolo, gemengd koor en orkest
- 1989 – Sechs Wasserlieder op teksten van Alphons ter Brake voor sopraan (of tenor) en elektronisch orgel
- 1990 – Sextet 1990 voor koperblazers en pauken
- 1990 – Trakl op teksten van Wiel Kusters voor tenor en hobo
- 1990 – Drie Mariamotetetten voor 2-stemmig koor en orgel
- 1990 – Kleine Ballade op teksten van Wiel Kusters voor gemengd koor
- 1990 – Angel op teksten van Alphons ter Brake voor gemengd koor

In 2003 werd een stichting ter promotie van zijn werk opgericht, deze bracht een boekwerk uit over zijn leven begeleid door een tweetal compact discs met zijn werk. Het boek bevat tientallen bijdragen van (oud) collegae en vrienden van Geelen.
De stichting werd in 2013 opgeheven vanwege gebrek aan financiële middelen. Geelen’s archief verhuisde naar het Nederlands Muziek Instituut te Den Haag.